# Пац, Доминик
Доминик Николаевич Пац (1525—1579) — государственный деятель Великого княжества Литовского, подкоморий берестейский (1568—1571), каштелян смоленский (1571—1579).

## Биография
Представитель литовского магнатского рода Пацов герба «Гоздава». Третий сын воеводы подляшского Николая Юрьевича Паца и Александры Александровны Гольшанской. Братья — воевода витебский Станислав, епископ киевский Николай и каштелян виленский Павел.
Исповедовал кальвинизм. С 1568 году Доминик Пац упоминается в звании подкомория берестейского, в 1571 году получил должность каштеляна смоленского.
В 1569 году Доминик Пац участвовал в подписании Люблинской унии между Польским королевством и Великим княжеством Литовским. Владел имениями в Берестейском повете (1900 крестьянских дворов).
Был женат на Анне Лоске, дочери войского берестейского Анджея Борисовича Лоска и вдове Льва Поцея. От Доминика Паца происходила брестская линия рода Пацов. Дети:
- Ян Пац (ум. 1610), чашник великий литовский (1580), тиун виленский (1589), воевода минский (1600—1610), державец каменецкий
- Николай Пац (ум. 1595), подкоморий берестейский (1579)